# Court Tomb von Burren

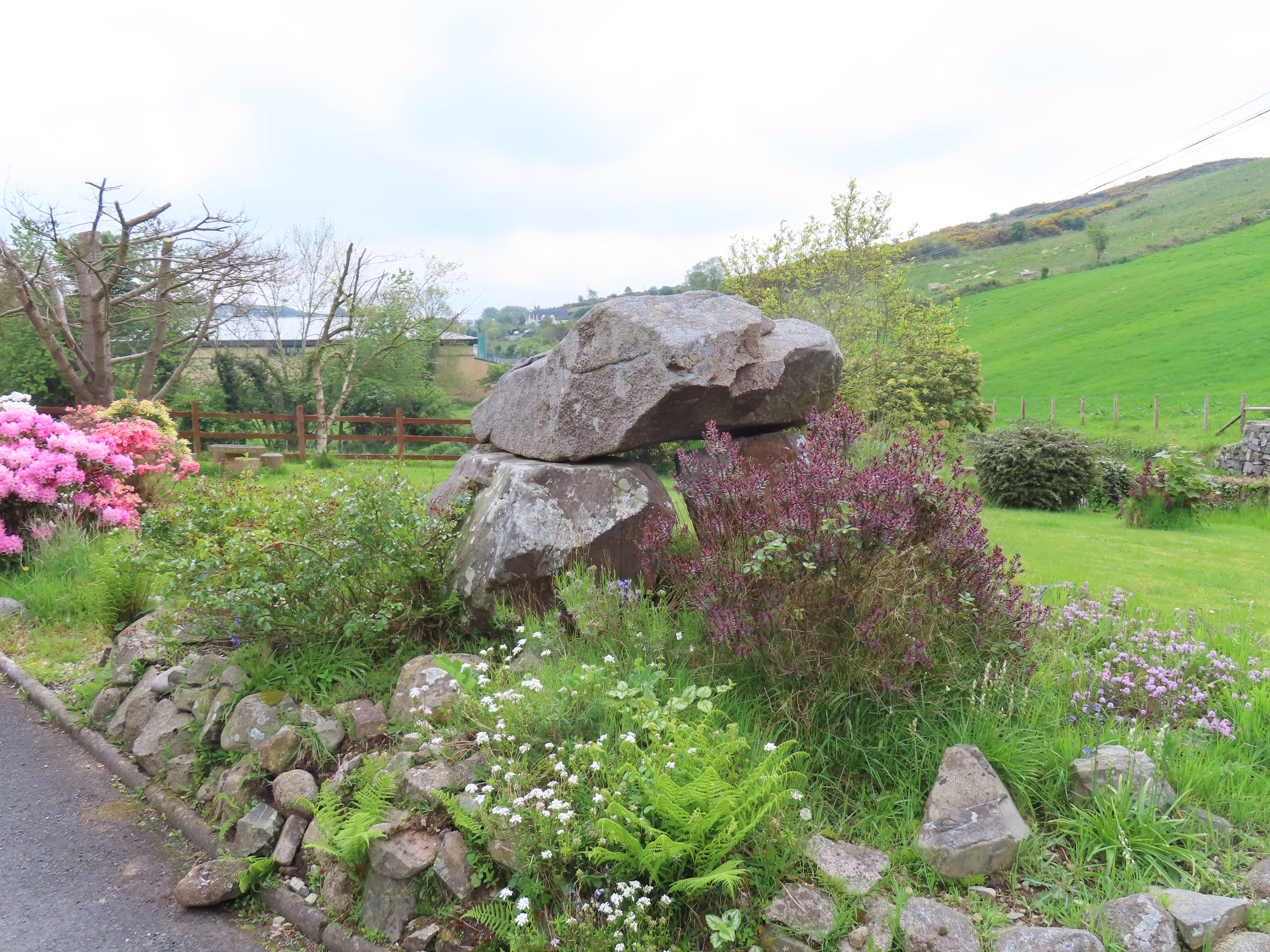
Court Tomb von Burren

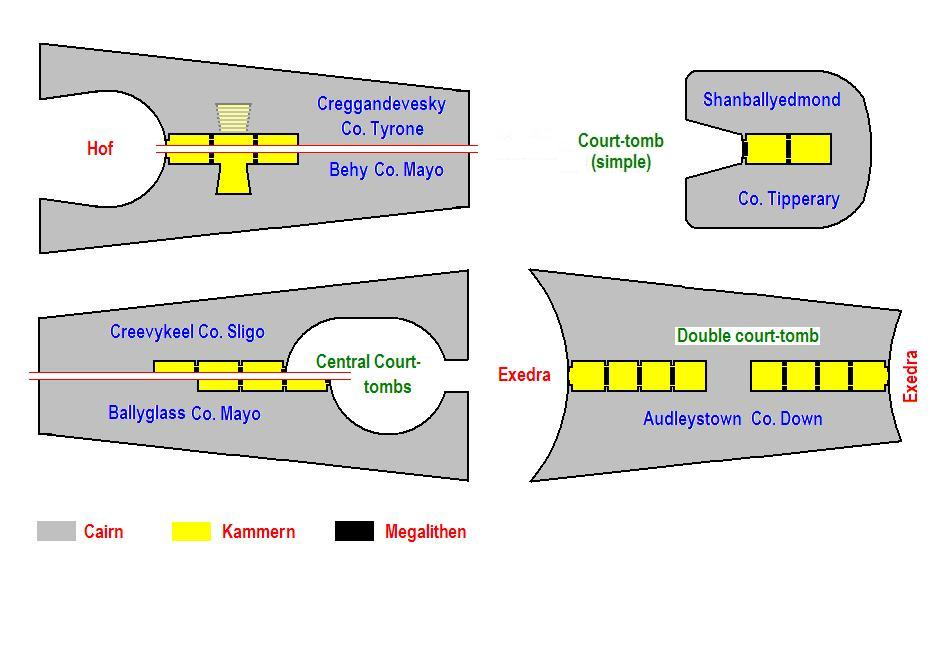
Formen von Court Tombs

Das Court Tomb von Burren (auch Burren Dolmen genannt) liegt nördlich vom Weiler Burren (irisch Boirinn) und von Warrenpoint im County Down in Nordirland. Court Tombs gehören zu den megalithischen Kammergräbern (englisch chambered tombs) in Irland und Großbritannien. Sie werden mit etwa 400 Exemplaren größtenteils in Ulster im Norden der Republik Irland und in Nordirland gefunden. Der Begriff Court Tomb wurde 1960 von dem irischen Archäologen Ruaidhrí de Valera eingeführt.
Vom Court Tomb ist nur eine kleine dolmenartige Struktur, bestehend aus zwei Tragsteinen mit einem kleinen Deckstein darauf, erhalten. Erstaunlich ist die Lage im Vorgarten eines Hauses, als Teil eines Steingartens. 